# Dan Ťok
Dan Ťok (* 4. března 1959 Uherské Hradiště) je český manažer a politik, od prosince 2014 do dubna 2019 nejdéle sloužící ministr dopravy ČR v Sobotkově a poté i první a druhé Babišově vládě, v letech 2017 až 2019 poslanec Poslanecké sněmovny PČR, nestraník za hnutí ANO 2011.

## Život
Vystudoval Fakultu strojního inženýrství Vysokého učení technického v Brně a stal se konstruktérem.
Od roku 1983 pracoval v První brněnské strojírně, kde se postupně vypracoval až do řídicích funkcí. V závěru svého působení v podniku byl ředitelem divize a nakonec jeho generálním ředitelem. Ve vrcholovém managementu se pohybuje od té doby. Byl generálním ředitelem ABB Energetické systémy (1996 až 1999), české a slovenské pobočky Alstom (1999 až 2003), předsedou představenstva Jihomoravské plynárenské (2003 až 2006), KKCG (2006 až 2008) a předsedou představenstva a generálním ředitelem Skanska (únor 2008 až 2014).
V červnu 2014 byl zvolen prezidentem Americké obchodní komory v České republice.
Byl instruktorem a členem vedení Prázdninové školy Lipnice.
Po rezignaci na post ministra dopravy studuje doktorské studium na Fakultě dopravní ČVUT v Praze.
Dan Ťok je rozvedený, má dvě dcery. Jeho synovcem je fotbalista Tomáš Ťok.

### Spory týkající se korupce
Jako šéf Skansky se v roce 2011 dostal do sporu se státní správou, reprezentovanou zejména tehdejším ministrem dopravy Vítem Bártou. Ministerstvo dopravy nechalo některé úseky silnic vybudované Skanskou označit tabulemi upozorňujícími na údajně nekvalitní provedení. Společnost uspěla s obranou u soudu, který nařídil tabule odstranit. Na druhou stranu sám Ťok vystoupil se závazkem Skansky, podle kterého se jeho firma začne chovat transparentněji, aby omezila riziko machinací při zadávání veřejných stavebních zakázek. I díky tomu si Ťok údajně podle deníků vlastněných Andrejem Babišem vysloužil pověst uznávaného bojovníka proti korupci.
Naopak podle Českého rozhlasu byl Ťok ve vedení firmy v době, kdy firma vyvedla ze svého hospodaření nejméně 100 milionů korun, které mohly podle auditorů sloužit na úplatky. V roce 2010 se totiž česká pobočka Skansky bez souhlasu švédské centrály vzdala významné části zakázky na výstavbu silnice R7 (od roku 2016 značené jako dálnice D7) za 2,2 miliardy korun ve prospěch firmy Geosan Group, která si následně najala na práci Skansku, ale za cenu o 100 milionů nižší. Podle tehdejšího vedoucího oddělení vnitřního auditu Skansky Anderse Blomqvista šlo zřejmě o peníze na úplatky. Podezřením z korupce se zabývá policie, které byl Ťok podat vysvětlení, přičemž v minulosti několikrát odmítl, že by o korupci věděl.

## Politické působení
Když v listopadu 2014 odstoupil ministr dopravy Antonín Prachař, nominovalo hnutí ANO 2011 jako svého dalšího kandidáta na ministerskou funkci právě Ťoka. Ten urychleně ukončil své působení ve vedení Skansky. Přesto byl od počátku kritizován z hlediska možného střetu zájmů. Z tohoto důvodu vyslovili své pochybnosti o jeho kandidatuře odborný mluvčí ČSSD Jan Birke, místopředseda Poslanecké sněmovny z hnutí STAN Petr Gazdík nebo jeho stranický kolega, europoslanec Stanislav Polčák. S výhradou k možnému střetu zájmů Ťokovu kandidaturu naopak podpořil poslanec a člen příslušného sněmovního výboru za TOP 09 František Laudát, zdrženlivě se vyjádřil exministr dopravy za ODS Zbyněk Stanjura.
Dne 18. listopadu 2014 se s Ťokem sešel prezident Miloš Zeman a 4. prosince 2014 jej jmenoval ministrem dopravy ČR.
Ve volbách do Poslanecké sněmovny PČR v roce 2017 byl z pozice nestraníka lídrem hnutí ANO 2011 v Karlovarském kraji. Získal 5 014 preferenčních hlasů, a stal se tak poslancem. Na přelomu listopadu a prosince 2017 se stal kandidátem na post ministra dopravy ČR ve vznikající první vládě Andreje Babiše. Dne 13. prosince 2017 jej prezident Miloš Zeman do této funkce jmenoval.
V květnu 2018 prohlásil, že zvažuje konec svého vládního angažmá. Jako důvody uvedl stupňující se požadavky komunistů, kteří mají novou vládu tolerovat, a slabou podporu od hnutí ANO v prosazování tendru na výběr mýta. Na začátku června 2018 jej však podpořil Andrej Babiš a na konci června 2018 jej na post ministra dopravy ČR opět navrhl. Dne 27. června 2018 jej do funkce znovu jmenoval prezident Miloš Zeman.

### Stížnost na tendr pro mýtný systém
Nadační fond proti korupci označil podmínky mnohamiliardového tendru pro mýtný systém za „diskriminační“ pro některé uchazeče a podal stížnost k Úřadu pro ochranu hospodářské soutěže (ÚOHS). Podle fondu bylo problematické i to, že s vypsáním řízení v hodnotě 29 miliard korun ministerstvu dopravy radila společnost Deloitte, kterou Ťokův úřad vybral v roce 2016 bez výběrového řízení.

### Odchod z pozice ministra dopravy
Dne 8. dubna 2019 veřejně v médiích oznámil, že odstoupí z funkce ministra dopravy ČR. Uvedl, že se rozmýšlel už zhruba rok, jestli má odejít z funkce a demisi podal už v lednu 2019, tu ovšem zamítl premiér Andrej Babiš. O tomto kroku se v médiích spekulovalo už několik týdnů. V médiích, která patří do svěřeneckého fondu premiéra Andreje Babiše se již nějakou dobu psalo, že premiér nevylučuje úpravy v jeho kabinetu a Dan Ťok byl právě jeden z těch, o kterém se v této souvislosti mluvilo. Jako důvod uvedl neustálé výtky a útoky proti jeho osobě, respektive proti jeho krokům a tlak různých zájmových skupin. V úřadu jej dne 30. dubna 2019 vystřídal Vladimír Kremlík.
Dne 15. dubna 2019 rezignoval i na mandát poslance Poslanecké sněmovny PČR, nahradila jej stranická kolegyně Iva Kalátová.